# Euronat (camping)

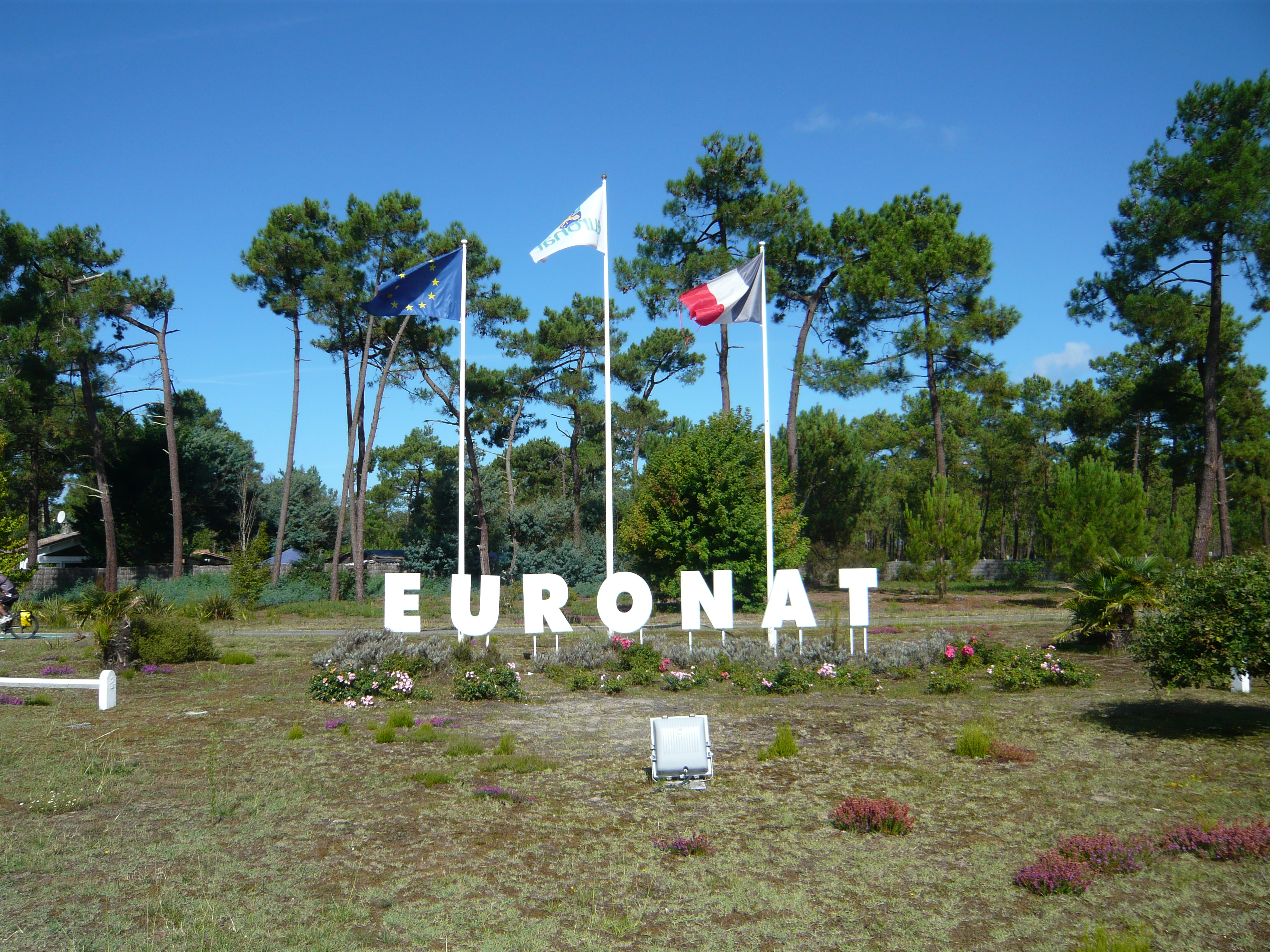
Entree van Euronat

Euronat is een naturistencamping met naaktstrand in de Franse Médoc. Het is de grootste van Europa. Het recreatiegebied is in 1975 opgericht en ligt in de gemeente Grayan-et-l'Hôpital in het departement Gironde aan de Atlantische kust. De oppervlakte bedraagt ruim 330 hectare.
Het terrein is opgedeeld in een caravan-gedeelte (caravanning), een tentenkamp (camping), een stacaravan-gedeelte (mobil homes) en een recreatiewoningen-gedeelte.